# جاي وارد
جاي وارد (بالإنجليزية: Jay Ward)‏ هو رسام رسوم متحركة ومنتج تلفزيوني وكاتب سيناريو أمريكي، ولد في 20 سبتمبر 1920 في سان فرانسيسكو في الولايات المتحدة، وتوفي في 12 أكتوبر 1989 في لوس أنجلوس في الولايات المتحدة بسبب سرطان الكلية.

## وصلات خارجية
- جاي وارد على موقع IMDb (الإنجليزية)
- جاي وارد على موقع الموسوعة البريطانية (الإنجليزية)
- جاي وارد على موقع ميوزك برينز (الإنجليزية)
- جاي وارد على موقع قاعدة بيانات الأفلام السويدية (السويدية)
- جاي وارد على موقع قاعدة بيانات الفيلم (الإنجليزية)
- جاي وارد على موقع كينوبويسك (الروسية)